# Hemmersheim
Hemmersheim er en kommune i den mittelfrankiske Landkreis Neustadt an der Aisch-Bad Windsheim i den tyske delstat Bayern. Den er en del af Verwaltungsgemeinschaft Uffenheim.

## Geografi
Nabokommuner er (med uret, fra nord): Oberickelsheim, Gollhofen, Simmershofen, Creglingen, Aub, Gelchsheim og Ochsenfurt.

### Inddeling
- Hemmersheim
- Gülchsheim
- Lipprichhausen
- Obere Mühle
- Pfahlenheim
- Untere Mühle